# 安達太良神社
安達太良神社（あだたらじんじゃ）は福島県本宮市にある神社である。式内小社飯豊和氣神社の論社である。旧社格は県社。

## 概要
創建は平安時代の1146年（久安2年）と伝えられ、安達太良山の神々と大名倉山の神々を勧請し里宮とした事が始まりとされ、氏子達からは明神様と呼ばれている。近隣地域に点在する安達太良神社の総本宮であることから、鎮座地の名前が「本目村」から本宮村となったとされ「本宮」という地名の由来になったとされる。また、旧安達郡の総鎮守であったが、江戸時代の天和八年に二本松熊野宮（現在の二本松神社）の神官・鈴木安芸守が「安達太良神社の祭神は安達太郎という人物の霊であり、安達太良山の神々ではないので、郡の総鎮守に相応しくない。」と主張し、当時の宮司・高橋治部少輔が郡の神官の取り纏め役「注連頭」の役職を解かれ、安達太良神社は安達郡総鎮守の称号を剥奪されたことがあった。

## 例祭日
- 5月1日
- 10月第4金曜日より3日間

5月1日の春祭りには、本宮市白沢地区の浮島神社の氏子たちが「太々神楽」を奉納する。
10月の秋祭りには、旧二本松藩領の地域に伝わる太鼓台が三台出て、神輿渡御に先立って町を練り歩く。

## 交通
- 最寄駅：JR東日本 東北本線 本宮駅（徒歩15分）